# スプレイク
スプレイク(Salvelinus namaycush X Salvelinus fontinalis)とは、雄のカワマス(Salvelinus fontinalis)と雌のレイクトラウト(Salvelinus namaycush)を交配して生じた、2つの魚種の雑種である。スプレイクという名前そのものは'SP'eckled trout（カワマスの別名で、直訳すると「小さな斑点の多いマス」）と'LAKE' trout（レイクトラウト）のかばん語で、既に1880年代という早い時代にそのような名前を記述されていたかもしれない(Kerr, S.J. 2000)。雌のカワマス（いわゆる「brookinaw」）と雄のレークトラウトの雑種の組み合わせは、導入はされたが、良好な結果は得られなかった(Sowards, 1959)。
イワナ属の属内交配であり、それ故に北アメリカではcharまたはcharrとして最も一般的に知られている。ある場所では、この魚はウェンディゴと呼ばれる。交配種は遺伝的に安定で、理論的には繁殖することが可能だが、行動に関する理由のために孵化場環境の外でのスプレイク繁殖はとても珍しいことである。唯一の知られている自然な繁殖はカナダオンタリオ州のアルゴンキン州立公園にある5つの湖で起こった。各々のケースで少数の子孫が生み出された。
魚は両方の親種の特徴を兼ね備えている。スプレイクはどちらの親種よりも高い成長率を示して、2歳半という仔魚で放流されて2年後には46cm（18インチ）に達することが可能である。対照的に湖のカワマスは同じ程度の年齢で25cm（10インチ）に近い体長であり、同じように年をとったレイクトラウトは40cm（16インチ）未満であると予想される。
スプレイクは他のサケ科の魚より「捕らえるのが容易である」と思わせて、実際はしばしばより長生きをして、特定の状況下では巧みに生き抜いていく。最大サイズはおよそ9kg（20ポンド）である。しかし4kg（9ポンド）以上の魚は珍しくて、もし釣り上げたなら「トロフィーサイズ」と考えられる。